# Bairon et ses environs
Bairon et ses environs è un comune francese di nuova costituzione. Esso è stato infatti costituito il 1º gennaio 2016 con la fusione dei comuni di Le Chesne, Louvergny e Les Alleux che ne sono diventati comuni delegati.